# Tenngjutare
Tenngjutare är en yrkestitel för den som tillverkar tennföremål genom gjutning, så som kannor med hänkel och lock, stop, fat, bägare och skålar. Den romerska traditionen att gjuta tenn fördes under meddeltiden vidare vid klostren, varifrån tennbearbetningen spred sig vidare till medeltidens uppblomstrande städer. Yrket har förekommit i Sverige sedan medeltiden, då det främst benämndes kanngjutare. I källor från 1300-talet figurerar namngivna svenska tenngjutare i både Visby och Stockholm; under 1400-talet verkade yrkesbröder i Kalmar, Skänninge, och Uppsala. Tenngjutarnas egen skråordning tillkom 1545. Sedan mitten av 1500-talet upphovsmärker alla tenngjutarmästare sina tennvaror genom stämpling. En ny skråordning tillkom 1622: Allmänna kann= och grytgjutareskråordningen, en förordning vilken rikets samtliga utövare av professionen skulle underkasta sig..